# Všechlapy (okres Nymburk)
Všechlapy jsou obec v okrese Nymburk ve Středočeském kraji. Leží čtyři kilometry severně od Nymburka, součást Mikroregionu Nymbursko. Žije zde 841 obyvatel. Katastrální území měří 304 hektarů.

## Historie
První písemná zmínka o obci pochází z roku 1223. Do roku 1547 náležela obec k Nymburku, pak přešla pod Poděbrady a roku 1558 byla přidělena k Vlkavě.
V obci Všechlapy (486 obyvatel) byly v roce 1932 evidovány tyto živnosti a obchody: 2 hostince, košíkář, kovář, obchod s ovocem a zeleninou, obchod s lahvovým pivem, 52 rolníků, 3 obchody se smíšeným zbožím, 2 trafiky, velkostatek, zahradník.

## Obyvatelstvo
| Rok            | 1869 | 1880 | 1890 | 1900 | 1910 | 1921 | 1930 | 1950 | 1961 | 1970 | 1980 | 1991 | 2001 | 2011 | 2021 |
| -------------- | ---- | ---- | ---- | ---- | ---- | ---- | ---- | ---- | ---- | ---- | ---- | ---- | ---- | ---- | ---- |
| Počet obyvatel | 293  | 343  | 356  | 352  | 353  | 439  | 616  | 607  | 655  | 605  | 572  | 535  | 560  | 657  | 801  |
| Počet domů     | 37   | 41   | 42   | 43   | 53   | 74   | 140  | 173  | 180  | 177  | 177  | 204  | 221  | 239  | 293  |

## Obecní správa

### Územněsprávní začlenění
Dějiny územněsprávního začleňování zahrnují období od roku 1850 do současnosti. V chronologickém přehledu je uvedena územně administrativní příslušnost obce v roce, kdy ke změně došlo:
- 1850 země česká, kraj Jičín, politický i soudní okres Nymburk[7]
- 1855 země česká, kraj Mladá Boleslav, soudní okres Nymburk
- 1868 země česká, politický okres Poděbrady, soudní okres Nymburk
- 1936 země česká, politický i soudní okres Nymburk[8]
- 1939 země česká, Oberlandrat Kolín, politický i soudní okres Nymburk[9]
- 1942 země česká, Oberlandrat Hradec Králové, politický i soudní okres Nymburk[10]
- 1945 země česká, správní i soudní okres Nymburk[11]
- 1949 Pražský kraj, okres Nymburk[12]
- 1960 Středočeský kraj, okres Nymburk
- 2003 Středočeský kraj, okres Nymburk, obec s rozšířenou působností Nymburk

### Obecní symboly
Znak a vlajka byly obci uděleny rozhodnutím předsedy Poslanecké sněmovny Parlamentu České republiky dne 15. dubna 2010.

## Doprava
Dopravní síť
- Pozemní komunikace – Obcí prochází silnice I/38 Havlíčkův Brod - Kolín - Nymburk - Mladá Boleslav.

- Železnice – Územím obce vede železniční trať z Nymburka do Jičína. Nejblíže obci je železniční stanice Veleliby ve vzdálenosti jeden kilometr, kde zastavují i osobní vlaky na trati z Nymburka do Mladé Boleslavi. V minulosti existovala železniční zastávka Všechlapy na jičínské trati u přejezdu silnice I/38, která byla opuštěna ve prospěch stanice Veleliby.

Veřejná doprava 2025
- Autobusová doprava – V obci stavěly autobusové linky 436 v trase Nymburk, hl. nádr. - Všechlapy - Krchleby - Vlkava,náves - Čachovice - Lipník a 499 v trase Nymburk, hl. n. - Všechlapy - Krchleby - Loučeň - Jabkenice - Semčice - Kolomuty - Mladá Boleslav, aut. st.